# Ammoniace
Ammoniace (łac. Dioecesis Ammoniacensis) – stolica historycznej diecezji w Cesarstwie Rzymskim (prowincja Cyrenajka), współcześnie w Libii. Od 1933 katolickie biskupstwo tytularne (wakujące od 1983).

## Biskupi tytularni
| Lp. | Biskup                               | Funkcja                               | Od               | Do               |
| --- | ------------------------------------ | ------------------------------------- | ---------------- | ---------------- |
| 1   | Joseph Grueter CMM                   | emerytowany biskup Umtata (RPA)       | 26 września 1968 | 3 marca 1971     |
| 2   | Luis María Blas Maestu Ojanguren OFM | wikariusz apostolski San Ramón (Peru) | 11 marca 1971    | 24 stycznia 1983 |